# 2001 في نيوزيلندا
فيما يلي قوائم الأحداث التي وقعت خلال عام 2001 في نيوزيلندا.

## سياسة

### تعيين في المنصب
- 8 أكتوبر – بيل إنجليش زعيم المعارضة.

### انتهاء فترة المنصب
- 8 أكتوبر – جيني شيبلي زعيم المعارضة.

## أفلام
من الأفلام التي صدرت هذه السنة في نيوزيلندا:
- 19 ديسمبر – سيد الخواتم: رفقة الخاتم من إخراج بيتر جاكسون.

## وفيات

### يونيو
- 2 يونيو – كينيث هاير (مواليد 1935)